# Белорусско-ирландские отношения
Белорусско-ирландские отношения — двухсторонние дипломатические отношения между республиками Беларусь и Ирландия.

## История
Соглашение об установлении дипломатических отношений между Ирландии и Республикой Беларусь подписано 17 апреля 1992 года.
15 апреля 2010 года в Минске состоялся первый белорусско-ирландский бизнес-форум.
26 марта 2013 года в Дублине Чрезвычайный и Полномочный Посол Республики Беларусь в Соединенном Королевстве Великобритании и Северной Ирландии, Чрезвычайный и Полномочный Посол Республики Беларусь в Ирландии по совместительству Сергей Алейник вручил верительные грамоты Президенту Ирландии Майклу Хиггинсу.
8 июля 2013 года в г. Дублине состоялись политические консультации между министерствами иностранных дел Беларуси и Ирландии. Белорусскую делегацию возглавила заместитель министра иностранных дел Республики Беларусь Елена Купчина, ирландскую — Государственный министр по делам Европы МИД Люсинда Крейтон.

## Торговые связи
16 ноября 2018 года посол Белоруссии в Великобритании и Ирландии (по совместительству) Сергей Алейник, во время рабочего визита в Дублин, встретился с министром иностранных дел и торговли Ирландии Рори Монтгомери. На переговорах были рассмотрены актуальное состояние и перспективы развития политического, торгово-экономического и гуманитарного сотрудничества между двумя странами. Также Алейник провёл переговоры с руководством ирландского экспортного агентства Enterprise Ireland по вопросам развития белорусско-ирландских связей в торгово-экономической и инвестиционной сферах. Затем белорусский дипломат встретился с представителями ирландских деловых кругов, обсудив вместе с ними перспективы реализации в Белоруссии инвестиционных проектов с участием ирландского капитала и вопросы поставок белорусской продукции предприятий деревообработки в Ирландию.

## Экономическое развитие
В ноябре 2012 года одна из ирландских компаний заявила, что планирует построить в Гомельской области солнечный парк, чья мощность составит около 30 МВт. В этом проекте предполагалось задействовать территории, пострадавшие от аварии на Чернобыльской АЭС. Общая стоимость парка оценивается в 40 млн евро.

## Культурная сфера
15 марта 2014 в Минске прошёл музыкальный фестиваль, посвященный ирландской культуре.
В ноябре 2018 г. библиотеке Тринити-колледжа города Дублина передан в качестве подарка многотомное факсимильное издания «Книжное наследие Франциска Скорины». После при участии белорусского посла в Ирландии прошли переговоры, где обсуждались варианты сотрудничества в области сохранения культурного наследия.

## Соглашения
- 23 февраля 2009 года был подписан межправительственный договор об условиях оздоровления несовершеннолетних белорусских граждан в Ирландии[4].
- 3 ноября 2009 г. была подписана конвенция об избежании двойного налогообложения и предотвращении уклонения от уплаты налогов в отношении налогов на доходы и капитал. Документ вступил в силу 9 июля 2010 года[5].